# 2019년 삼성 라이온즈 시즌
2019년 삼성 라이온즈 시즌은 삼성 라이온즈가 KBO 리그에 참가한 38번째 시즌이다. 김한수 감독이 팀을 이끈 마지막 시즌으로, 강민호가 주장을 맡았다. 팀은 불안한 제구력으로 신뢰를 잃어가던 맥과이어가 4월 21일 대전 한화전에서 14번째 노히트노런을 달성하며 퇴출 위기에서 벗어났음에도 4승 8패 ERA 5.05의 초라한 성적을 남겨 도중하차한 데다 또다른 외국인 선수 헤일리가 원인을 알 수 없는 통증으로 조기 강판을 반복하다가 5승 8패 ERA 5.75의 초라한 성적을 남긴 채 역시 도중하차했고 파이어볼러 최충연이 선발 도전에 나섰지만 밸런스를 찾지 못하여 시즌 초부터 실패하여 다시 불펜으로 돌아갔으나 전년도의 구위를 시즌 끝까지 회복하지 못했으며 공인구 반발력 감소 탓인지 타자들 쪽에서 줄줄이 커리어 로우를 기록하는 한편 크고 작은 부상이 이어진 것이  커 10팀 중 정규시즌 8위에 그쳐 3년 연속으로 포스트시즌 진출에 실패했고  한때 김한수 감독 중도교체설이  있었다.

## 타이틀
- 프리미어 12 은메달: 진갑용(코치), 김상수
- 노히트노런: 맥과이어 (14호)
- 조아제약 프로야구대상 아마MVP상: 김지찬
- ADT캡스 수비상: 구자욱 (우익수)
- 올스타 선발: 강민호 (포수), 김상수 (2루수), 구자욱 (외야수 2위)
- 올스타전 추천선수: 이학주
- 스포츠조선 선정 라이온즈 레전드 올스타: 김시진 (투수), 이만수 (포수), 이승엽 (1루수), 김성래 (2루수), 류중일 (유격수), 김한수 (3루수), 이종두 (외야수), 장태수 (외야수), 박한이 (외야수), 양준혁 (지명타자)
- 컴투스 프로야구 레전드 카드: 이승엽
- 컴투스프로야구 아빠와 아들 라인업: 원태인 (선발투수)
- 수비 WAR: 박해민 (1.15)
- 출장(타자): 박해민 (144)
- WPA: 박한이 (5월 26일 키움전, 0.829)
- 선발 GSC: 맥과이어 (4월 21일 한화전, 99)

### 퓨처스리그
- 아시아 윈터 베이스볼 리그 국가대표: 김승현, 윤정빈
- 플레이어스 초이스 어워드 퓨처스리그 우수선수상: 박용민
- 퓨처스 올스타: 안도원, 이병헌, 공민규, 이태훈
- 장타율: 이성곤 (0.490)
- 남부리그 사구: 송준석 (10)

## 선수단
- 선발투수: 백정현, 윤성환, 맥과이어, 라이블리, 원태인, 최채흥, 헤일리
- 구원투수: 이승현, 임현준, 최지광, 장필준, 김시현, 김무신, 권오준, 김대우, 정인욱, 장지훈, 김승현, 최충연
- 마무리투수: 우규민, 홍정우
- 포수: 강민호, 김도환, 김응민, 김민수
- 1루수: 러프, 공민규, 백승민
- 2루수: 김상수, 김성훈, 김재현, 손주인
- 유격수: 이학주, 박계범, 김호재
- 3루수: 이원석, 이성규, 최영진
- 좌익수: 김헌곤, 송준석
- 중견수: 박해민, 박승규
- 우익수: 구자욱, 최선호, 이현동, 이성곤, 박찬도, 윌리엄슨
- 지명타자: 양우현, 박한이, 김동엽

## 여담
- 박한이는 2015년 이후 KBO 시범경기 사상 40대 타자 최초로 3루타를 쳤다.
- 임현준은 이 시즌에 WAR 1.04를 기록하여 KBO 리그 역대 좌완 사이드암/언더핸드 투수 중 처음으로 단일 시즌 WAR 1을 넘긴 투수가 되었다.
- 윤성환은 선발 등판 경기 당 86.67구를 던져 2013년 이후 KBO 리그에서 단일 시즌 규정 이닝을 채운 투수 중 최소 기록을 세웠다.
- 이원석은 이 시즌 1루수로는 수비 이닝 0이닝을 기록했다.
- 이원석은 수비이닝 722이닝으로 720이닝을 가까스로 넘겼다.
- 조동찬은 이 시즌을 끝으로 은퇴하여 KBO 리그 역대 통산 3000타석 타자 중 통산 도루 성공률이 가장 높은(83.8%) 타자가 되었다.
- 박승규는 이 시즌까지 득점권 출루율 1.000을 기록하여 2013년 이후 KBO 리그 10대 타자 통산 최고 기록을 세웠다.

## 같이 보기
- 2020년 삼성 라이온즈 시즌